# Układ optyczny

Układ optyczny stosowany w lustrzance jednoobiektywowej

Układ optyczny – zespół dwóch lub więcej elementów optycznych, biorących udział w tworzeniu obrazu w przyrządzie optycznym. W zależności od konstrukcji układu optycznego, światło może przechodzić przez jego poszczególne elementy (1 na rysunku) lub odbijać się od nich (2). W skład układu optycznego mogą wchodzić takie elementy jak: soczewki, zwierciadła, siatki dyfrakcyjne czy pryzmaty. Elementy te mogą stykać się z sobą bezpośrednio lub być od siebie oddalone.